# Maha Shivaratri
Maha Shivaratri, también llamada “la gran noche de Shiva”, es una festividad popular hindú celebrada cada año en honor del dios Shiva. Maha Shivaratri significa literalmente la gran noche de Shiva. Se celebra en la noche del día trece del mes Phalguna del calendario hindú.

## Leyendas
Según la leyenda, Parvati, rezó y meditó durante este día con el fin de rechazar algo malo que pudiera sucederle a su marido en la noche sin luna. Desde entonces, Maha Shivaratri es considerado como un día de buena suerte para que las mujeres recen con el fin de obtener la buena suerte de sus maridos e hijos. Las solteras suelen rezar para encontrar un marido como Shiva, considerado el perfecto esposo.

## Celebración
Esta fiesta se celebra cada año la sexta noche del mes hindú de Phalgun, que suele caer entre los meses de febrero y marzo del calendario gregoriano.
Los fieles ayunan el día anterior y permanecen en vigilia durante toda la noche, la que suelen dedicar a la práctica del yoga y de la meditación. La fiesta también suele venir acompañada de juegos y celebraciones populares, que varían en función de la región donde se celebre la fiesta. Esta fiesta es considerada un momento buena suerte para las mujeres. Las casadas suelen pedir suerte para sus maridos e hijos, las solteras rezan por el marido ideal, identificado con Shiva. También es momento de perdón de los pecados, a través de distintos rituales. Esta celebración suele ser especialmente interesante en el templo de Pashupatinath, en Kathmandú (Nepal), lugar donde el dios Shiva se adora como Pashupati, que significa ‘señor de las bestias’. Cientos de miles de peregrinos y visitantes visitan este templo esta noche, cada año, formando grandes colas de peregrinos que esperan durante horas para dejar su ofrenda en el templo.